# Brachytron anisopterum
Brachytron anisopterum – gatunek ważki z rodziny żagnicowatych (Aeshnidae). Występuje w Japonii.